# Punta de Tarifa
Punta de Tarifa er det sydligste beliggende sted i Spanien, og er dermed også det sydligste sted på det europæiske kontinent. Det sydligeste sted i Europa er på øen Gavdos i Grækenland.

## Geografi
Punta de Tarifa ligger på Andalusiens sydkyst, hvor Costa de la Luz mødes med Costa del Sol ved Gibraltarstrædet omtrent 25 kilometer sydvest for Gibraltar og 15 kilometer nord for Marokko.
Odden ligger i provinsen Cádiz, og ligger lige udenfor byen Tarifa på den lille ø Isla de las Palomas mellem Atlanterhavet og Middelhavet. Øen, som er et militært afspærret område, er forbundet med fastlandet af et kunstigt næs. På øen findes også det cirka 40 meter høje fyr Faro de Tarifa.